# 微生物資材
微生物資材（びせいぶつしざい、Microbial inoculants）あるいは土壌接種剤（どじょうせっしゅざい、soil inoculants）とは、植物の生育や健康の向上を目的に土壌に接種される微生物、並びにそれを配合または含有する資材である。主に農業分野で利用される。微生物資材に用いられる微生物の多くは植物内生細菌であり、目的の植物と相利共生の関係となる。

微生物資材の微生物は植物ホルモンを産生して植物の生育を刺激し、栄養素の吸収量と成長の程度を増大させる(Bashan & Holguin, 1997; Sullivan, 2001)。また、微生物資材は有機資材に配合されると、その有機資材の栄養供給能力を高める。この有機資材は生物肥料として扱われる。微生物資材は、病原菌に対する植物の全身獲得抵抗性を誘導する。これまでのところ、微生物資材により刺激されることが明らかとなっている全身獲得抵抗性の対象植物病にはうどんこ病(Blumeria graminis f. sp. hordei, Heitefuss, 2001)、立枯れ病(Gaeumannomyces graminis var. tritici, Khaosaad et al., 2007)、斑点病(Pseudomonas syringae, Ramos Solano et al., 2008)、根腐れ(Fusarium culmorum, Waller et al. 2005)がある。

## 細菌資材

### 根圏微生物
根圏細菌は植物への窒素やリン酸の供給者として微生物資材に広く用いられている。これらの供給効果は根圏細菌の窒素固定能やリン酸溶出能による。このような根圏細菌は植物生育促進根圏細菌（plant growth promoting rhizobacteria (PGPR)）として知られる。

#### 窒素固定細菌
最も一般的に利用されている根圏細菌はリゾビウム属とその近縁属である。リゾビウム属は宿主植物の根に根粒を形成してそこに生息し、窒素固定を行い宿主に窒素源として硝酸を供給する。この窒素供給は大豆、ヒヨコマメ、その他マメ科植物の生育において重要である。マメ科以外の植物であっても、Azospirillum属細菌はその窒素固定能により作物の生育を促進することが明らかとなっている(Bashan & Holguin, 1997)。
穀類の場合、ジアゾ栄養細菌は植物による窒素とリン酸の取り込みを促進し(Galal et al., 2003)、植物体内の窒素(Caballero-Mellado et al., 1992)・リン(Caballero-Mellado et al., 1992; Belimov et al., 1995)・カリウム(Caballero-Mellado et al., 1992)の含有率を上昇させる。そして、植物の生育を高め(Galal et al., 2003)、穀粒の収量を増加させる(Caballero-Mellado et al., 1992)。 

#### リン酸溶出細菌
Agrobacterium radiobacter などのリン溶解細菌(phosphate-solubilising bacteria (PSB))は植物にリン酸を供給する(Belimov et al., 1995a; 1995b; Singh & Kapoor, 1999)。リン溶解細菌は土壌の無機物から可溶性かつ、植物が吸収可能なリン酸を放出させる。植物と独立して生育するが、リン酸の放出により植物の生育を助ける。

## 真菌資材
真菌資材も細菌資材と同様に植物の栄養素の取り込みを増大させ、植物の成長を促進する。真菌資材に最も一般的に用いられているのはアーバスキュラー菌根菌である。それ以外には、例えばPiriformis indica などの植物内生真菌が用いられている(Waller et al., 2005)。

## 複合微生物資材
異なる植物生育促進根圏細菌の組み合わせは米(Oryza, Nguyen et al. (2002))と大麦(Hordeum, Belimov et al. (1995a))において有効であることがこれまで確認されている。複合による最大の利点は、土壌と肥料の両方からの栄養素の取り込み量の増加である(Bashan et al., 2004; Belimov et al. 1995a)。単一の微生物の場合よりも複数の微生物が組み合わされた場合のほうが、ニトロゲナーゼ活性は大きい(Lippi et al., 1992; Khammas & Kaiser, 1992, Belimov et al. 1995a)。
PGPRとアーバスキュラー菌根菌の組み合わせは、施肥された土壌において窒素の溶出量を高め(Galal et al., 2003)、貧栄養土壌での小麦の生育を促進させる(Singh & Kapoor, 1999)。塩類土壌において、アーバスキュラー菌根菌と共生するソラマメ（Vicia faba）に対してPGPRのAzospirillum brasilense はアーバスキュラー菌根の効果を高める(Rabie, 2005)。